# Oreopanax echinops
Oreopanax echinops är en araliaväxtart som först beskrevs av Diederich Franz Leonhard von Schlechtendal och Adelbert von Chamisso, och fick sitt nu gällande namn av Joseph Decaisne och Jules Émile Planchon. Oreopanax echinops ingår i släktet Oreopanax och familjen Araliaceae. Inga underarter finns listade.